# Frontera entre Rusia y Suecia
La frontera entre Rusia y Suecia es un límite marítimo que discurre en el mar Báltico, que separa las costas suecas con el enclave ruso de Kaliningrado.

## Historia
Suecia y la Unión Soviética firmaron un acuerdo bilateral el 18 de abril de 1988 delimitando sus fronteras, Estocolmo hacía frente a las repúblicas soviéticas de Estonia, Lituania, Letonia y Rusia luego de la adhesión de Prusia Oriental posterior a la Segunda Guerra Mundial y que se administraba desde Moscú como trofeo de guerra.
Tras la disolución de la Unión Soviética, las Repúblicas bálticas recuperaron su independencia, mientras el antiguo territorio prusiano convertido en el óblast de Kaliningrado se mantuvo leal a la nueva Federación de Rusia. Finalmente, Rusia firmó un acuerdo con Lituania el 24 de octubre de 1997 que permite determinar la posición del trifinio marítimo entre Rusia, Suecia y Lituania.